# Estrella variable

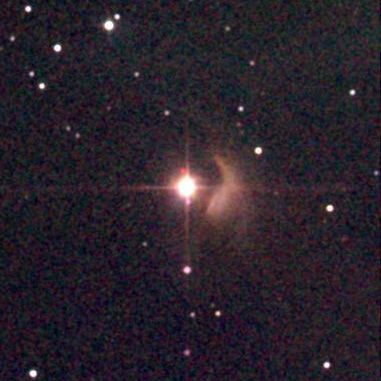
T Tauri, prototipo del mismo nombre de clase de estrellas de la pre-secuencia principal. Téngase en cuenta la nebulosa que rodea a la estrella.

Las estrellas variables son estrellas que vistas desde la Tierra experimentan una variación en su brillo o fluctúan (magnitud aparente) con el transcurso del tiempo. Esta variación puede estar causada por un cambio en la luz emitida o porque algo bloquea la luz parcialmente, por lo que las estrellas variables se clasifican del siguiente modo:
- Variables intrínsecas: cuya luminosidad cambia realmente; por ejemplo, porque la estrella se expande y se contrae periódicamente.
- Variables extrínsecas: cuyos aparentes cambios en el brillo son debidos a cambios en la cantidad de luz que puede llegar a la Tierra; por ejemplo, porque la estrella tiene una compañera en órbita que a veces la eclipsa.

Muchas, y posiblemente la mayor parte de las estrellas, tienen al menos alguna variación en la luminosidad: la emisión de energía de nuestro Sol, por ejemplo, varía en aproximadamente un 0,1 % durante un ciclo solar de 11 años.

## Descubrimiento

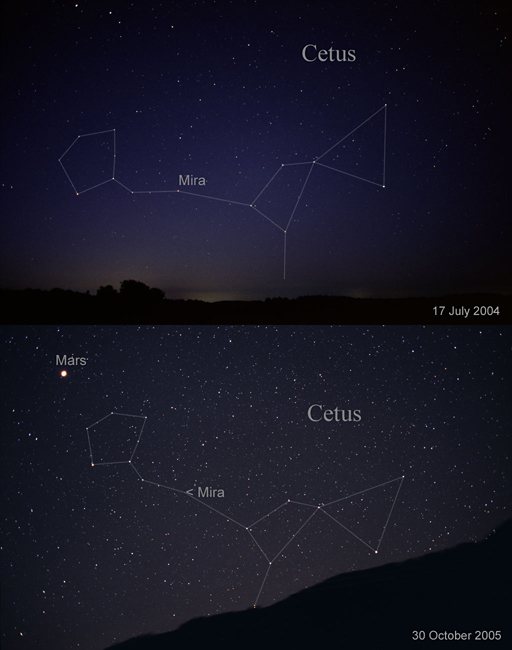
Mira (Omicron Ceti).

Un antiguo calendario egipcio de días de la mala y buena suerte compuesto hace 3200 años puede ser el documento histórico más viejo conservado que indica el descubrimiento de una estrella variable, la binaria eclipsante Algol. 
De los astrónomos modernos, la primera estrella variable fue identificada en 1638 cuando Johannes Holwarda se percató de que Omicron Ceti (más tarde denominada Mira) pulsaba en un ciclo que duraba 11 meses; la estrella había sido anteriormente descrita como una nova por David Fabricius en 1596. Este descubrimiento, junto con la supernova observada en 1572 y 1604, demostró que el cielo estrellado no era eternamente invariable como Aristóteles y otros antiguos filósofos habían enseñado. De esta manera, el descubrimiento de las estrellas variables contribuyó a la revolución astronómica durante los siglos XVI y principios del siglo XVII.
La segunda estrella variable descrita por Geminiano Montanari en 1669 era la variable eclipsante Algol; John Goodricke dio la explicación correcta de su variabilidad en 1784. Chi Cygni fue identificada en 1686 por Gottfried Kirch, después R Hydrae en 1704 por Jean-Dominique Maraldi. Por 1786 se conocían diez estrellas variables. John Goodricke descubrió Delta Cephei y Beta Lyrae. Desde 1850 el número de estrellas variables conocidas ha aumentado rápidamente, especialmente después de 1890, cuando se hizo posible identificar las estrellas variables por medio de la fotografía.
La última edición del Catálogo General de Estrellas Variables (2008) enumera más de 46 000 estrellas variables en la Vía Láctea, así como 10 000 en otras galaxias y más de 10 000 variables "sospechosas".

## Detección de variabilidad
Los tipos más comunes de variabilidad implican cambios en el brillo, pero también se producen otros tipos de variabilidad, particularmente los relacionados con los cambios en el espectro. Mediante la combinación de datos de la curva de luz con los cambios espectrales observados, a menudo los astrónomos son capaces de explicar por qué una estrella en particular es variable.

### Observaciones de estrellas variables

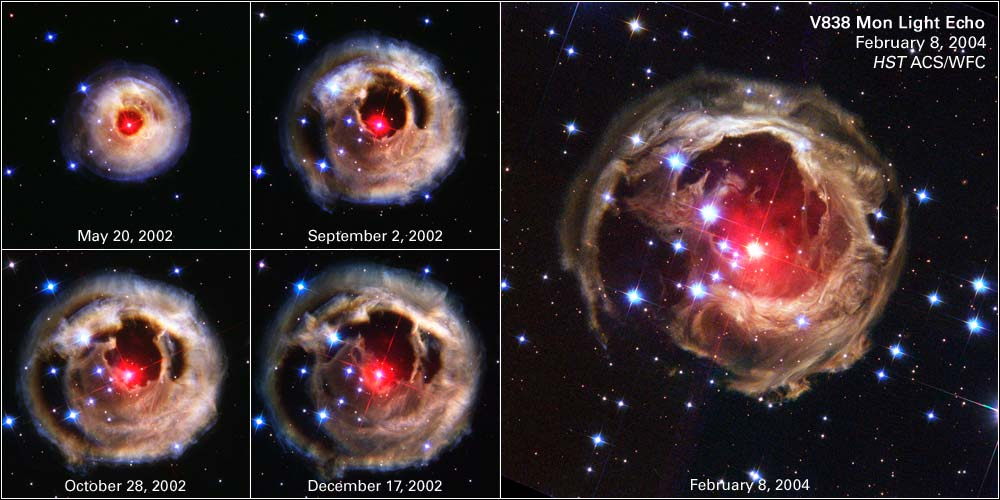
La imagen muestra la expansión del eco de luz de la estrella variable V838 Monocerotis.

Las estrellas variables son analizadas generalmente por medio de fotometría, espectrofotometría y espectroscopia. Las mediciones en el cambio de su brillo se pueden trazar para producir curvas de luz. Para las variables regulares, el período de variación y su amplitud puede ser muy bien establecido; no obstante, para muchas estrellas variables, estas cantidades pueden variar lentamente con el tiempo, o incluso de un período al siguiente. El pico de luminosidad en la curva de luz se conoce como Máximos, mientras que el punto más bajo como Mínimos.
Los astrónomos aficionados pueden hacer estudios científicos útiles de las estrellas variables mediante la comparación visual de la estrella con otras estrellas dentro del mismo campo de vista telescópico de los cuales las magnitudes son conocidas y constantes. Al estimar la magnitud de la variable y anotar el tiempo de observación puede elaborase una curva de luz. La Asociación Estadounidense de Observadores de Estrellas Variables recoge tales observaciones de los participantes de alrededor del mundo y comparte los datos con la comunidad científica.
A partir de la curva de luz se derivan los datos siguientes:
- ¿Son las variaciones de brillo periódicas, semiperiódicas, irregulares o únicas?
- ¿Cuál es el período de las fluctuaciones en el brillo?
- ¿Cuál es la forma de la curva de luz (simétrica, angular, o suavemente variable, cada ciclo tiene solamente uno o más que uno mínimo, etcétera?)

Del espectro se derivan los siguientes datos:
- ¿Qué tipo de estrella es?: ¿cuál es su temperatura? y ¿su clase de luminosidad (estrella enana, estrella gigante, supergigante, etc.?)
- ¿Es una estrella simple o una binaria? (el espectro combinado de una estrella variable podría mostrar elementos de los espectros de cada una de las estrellas miembro)
- ¿Cambia el espectro con el tiempo? (por ejemplo, la estrella puede volverse más caliente y más fría periódicamente)
- Los cambios en el brillo pueden depender fuertemente de la parte del espectro que es observado (por ejemplo, grandes variaciones en luz visible, pero apenas ningún cambio en el infrarrojo)
- Si las longitudes de onda de las líneas espectrales se desplazan (efecto Doppler) esto apunta una acción de movimiento (por ejemplo, a una expansión y contracción periódica de la estrella, a su rotación, o a una capa de gas en expansión)
- Los fuertes campos magnéticos sobre las estrella perturban y dificultan las mediciones en el espectro
- Las líneas de emisión o absorción anormales pueden ser un indicio de una atmósfera estelar caliente o nubes de gas que rodean a la estrella

En muy pocos casos es posible obtener imágenes de un disco estelar. Estos pueden mostrar manchas más oscuras en su superficie.

### Interpretación de las observaciones

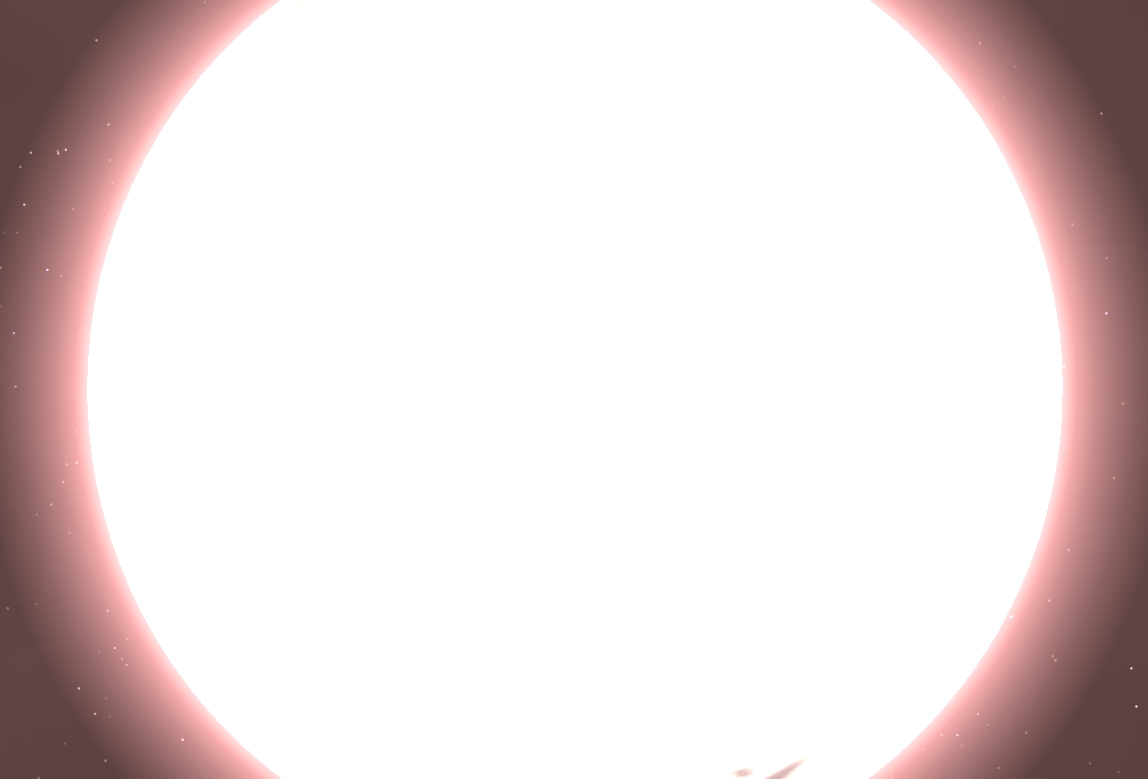
Betelgeuse, una estrella variable pulsante vista desde una distancia de 8 unidades astronómicas desde el programa Celestia.

A menudo, combinando las curvas de luz con los datos espectrales, estos dan una pista en cuanto a los cambios que acontecen en una estrella variable. Por ejemplo, las evidencias observacionales de las estrellas pulsantes se encuentran en su espectro de desplazamiento debido a que su superficie se mueve hacia nosotros y se aleja periódicamente con la misma frecuencia que su brillo cambiante.
Alrededor de dos tercios de todas las estrellas variables parecen ser pulsantes. En 1930, el astrónomo Arthur Stanley Eddington mostró que las ecuaciones matemáticas que describían el interior de una estrella podían conducir a inestabilidades que causarían a una estrella pulsar. El tipo más común de inestabilidad está relacionada con oscilaciones en el grado de ionización en las capas convectivas exteriores de la estrella.
Supongamos que la estrella se encuentra en la fase de expansión. Sus capas externas se van expandiendo, causando así el enfriamiento de las mismas. Debido a la disminución de la temperatura, el grado de ionización también se atenúa. Esto hace que el gas sea más transparente, y por lo tanto, hace que la estrella irradie su energía de forma más fácil. Esto a su vez hará que la estrella empiece a contraerse. A medida que el gas se comprime de este modo, se calienta y el grado de ionización aumenta de nuevo. Esto hace al gas más opaco, y la radiación es retenida temporalmente en el gas. Esto hace que el gas se caliente aún más y se expanda una vez más. De esta manera se mantiene un ciclo de expansión y compresión (pulsación y contracción).
Las pulsaciones de las cefeidas se conocen porque son accionadas por oscilaciones en la ionización del helio.

### Nomenclatura de estrellas variables
En una constelación determinada, las primeras estrellas variables descubiertas fueron designadas con letras de la A a la Z, por ejemplo, R Andromedae. Este sistema de nomenclatura fue desarrollado por Friedrich Argelander, que dio la primera variable previamente no identificada en una constelación de la letra R, la primera letra no utilizada por Bayer. Las letras RR hasta la RZ, de la SS a SZ y hasta la ZZ se utilizan para los próximos descubrimientos, por ejemplo, RR Lyrae. Descubrimientos posteriores utilizaron las letras de la AA a la AZ, de la BB hasta la BZ, y de QQ a QZ (con la J omitida). Una vez que esas 334 combinaciones se agotan, las variables se numeran en orden de descubrimiento, empezando por el prefijo V335 en adelante.

### Clasificación
Las estrellas variables pueden ser tanto intrínsecas como extrínsecas.
- Estrellas variables intrínsecas: son estrellas donde la variabilidad es causada por cambios en las propiedades físicas de las estrellas mismas. Esta categoría puede dividirse en tres subgrupos:
  - Variables pulsantes: estrellas cuyo radio tiende a expandirse y contraerse alternativamente como parte de sus procesos evolutivos naturales de envejecimiento.
  - Variables eruptivas: estrellas que experimentan erupciones en sus superficies como llamaradas o eyecciones de masa.
  - Variables cataclísmicas o explosivas: estrellas que están sometidas a un cambio cataclísmico en sus propiedades como las novas y supernovas.

- Estrellas variables extrínsecas: son aquellas en las cuales la variabilidad es causada por propiedades externas, como la rotación o los eclipses. Existen dos subgrupos dentro de esta categoría:
  - Binarias eclipsantes: aquellas en las cuales, según se ven desde la Tierra, una estrella del par eclipsa a la otra ocasionalmente debido a su traslaciones orbitales.
  - Variables rotantes: aquellas cuya variabilidad es causada por algún fenómeno relacionado con su propia rotación. Se dan casos de estrellas con manchas solares de proporciones extremas, que afectan su brillo aparente, o estrellas que, por tener una velocidad de rotación muy elevada, tienen forma elipsoidal.

Estos subgrupos se pueden dividir en varios tipos más específicos, los cuales generalmente obtienen su designación del nombre de la estrella prototípica. Por ejemplo, las novas enanas son llamadas estrellas U Geminorum, pues la primera estrella de este tipo en ser identificada fue U Geminorum.

## Observación de estrellas variables
Las estrellas variables son generalmente analizadas mediante la fotometría, la espectroscopía y la fotoespectrometría. Observaciones de su brillantez comparada con la de estrellas no variables de magnitud conocida son usadas para obtener una curva de luz. En el caso de estrellas variables regulares, puede determinarse con precisión su período de variabilidad y la amplitud del mismo. No obstante, para muchas de ellas, esas cantidades varían lentamente en determinado período, inclusive de período a período. Los momentos de mayor brillantes son nombrados como máxima, mientras que los de menor brillantez se conocen como mínima.
Los astrónomos aficionados pueden y suelen hacer aportaciones significativas al estudio de las estrellas variables, comparando esas estrellas con otras estrellas dentro del mismo campo visual de sus telescopios que tengan magnitudes constantes y bien conocidas. Estimando la magnitud de la estrella variable y anotando la hora en que se hace la observación, se puede construir la curva de luz visual. La Asociación Americana de Observadores de Estrellas Variables recibe dichas observaciones de participantes alrededor del mundo, las cuales comparte con la comunidad científica internacional. De hecho, la primera variable del tipo binaria eclipsante (prototipo Algol) descubierta en el joven cúmulo abierto Stephenson 1, situado en Lyra, la estrella BD +36 3317, lo fue por dos investigadores del Observatorio Astronómico Norba Caesarina (Cáceres) durante el año 2007.

## Estrellas variables intrínsecas
A continuación, se presentan los tipos de estrellas variables intrínsecas.

### Estrellas variables pulsantes
Las estrellas pulsantes se expanden y contraen afectando así al brillo y al espectro. Las pulsaciones se dividen generalmente en: radial, donde toda la estrella se expande y contrae en su conjunto; y no radial, donde una parte de la estrella se expande mientras que otra parte se contrae. Algunos científicos consideran las pulsaciones no radiales como un caso especial de pulsación radial, para abarcarlas en un todo; pero lo más conveniente es tenerles como mutuamente excluyentes, ya que generalmente varían con un tipo u otro. Dependiendo del tipo de pulsación y su ubicación dentro de la estrella, hay una frecuencia fundamental o natural que determina el período de la estrella. Las estrellas también pueden pulsar en un armónico o un sobretono (que es una frecuencia más alta, correspondiente a un período más corto). Las estrellas variables pulsantes tienen a veces un solo período bien definido, pero a menudo pulsan simultáneamente con múltiples frecuencias y se requiere un análisis complejo para determinar los diferentes períodos de interferencia. En algunos casos, las pulsaciones no tienen una frecuencia definida, provocando una variación aleatoria (conocida como variación estocástica). El estudio del interior de las estrellas utilizando sus pulsaciones se conoce como astrosismología.
Una pulsación en una estrella es causada por una fuerza impulsora con un mecanismo de retroalimentación. En las estrellas variables pulsantes la fuerza impulsora es la energía interna de la estrella, por lo general a partir de la fusión nuclear, pero en algunos casos solo de energía almacenada, siempre tratando de propagarse hacia el exterior. En ciertos lugares del diagrama HR (que corresponden a combinaciones particulares de temperaturas, tamaño y la química interna estelares) el flujo de salida de energía por radiación varía fuertemente con la densidad o la temperatura del material que está traspasando. Cuando la opacidad de una capa es alta, esa capa se expande, y si la disminución de temperatura o presión hace que la opacidad decaiga de nuevo, eso deviene en un mecanismo de retroalimentación que crea pulsaciones regulares. Esto generalmente ocurre mientras el nivel de ionización del material cambia, por ejemplo, la ionización del helio en las estrellas amarillas en la banda de inestabilidad (del Diagrama HR).
La fase de expansión de una pulsación es causada por el bloqueo del flujo de la energía interna debido a material con una alta opacidad, pero esto debe ocurrir a una profundidad determinada de la estrella para crear pulsaciones visibles. Si la expansión se produce por debajo de la zona de convección entonces no será visible en la superficie. Si la expansión se produce demasiado cerca de la superficie, puede que no haya fuerza de recuperación para crear una pulsación. La fuerza de recuperación para crear la fase de contracción de una pulsación puede ser la presión si la pulsación se produce en una capa no degenerada muy en el interior de una estrella, a esto se le llama un modo acústico o modo presurizado de la pulsación, abreviado a modo-p (p-mode). En otros casos, la fuerza de recuperación es simplemente gravitatoria y esto se llama un modo-g (g-mode). Las estrellas variables pulsantes típicamente pulsan en solo uno de estos modos.

#### Variables α Cygni
Estas son supergigantes pulsantes no radiales de clase espectral Bep a AepIa. Sus períodos van desde varios días a varias semanas, y la amplitud de su variabilidad está en el orden de 0,1 de magnitud. Los cambios en brillo, que parecen irregulares, son causados por la superposición de muchas oscilaciones de período corto. Deneb (α Cyg), en la constelación de Cygnus es la estrella prototipo.

#### Variables β Cephei
Estas estrellas experimentan cortos períodos de pulsaciones en el orden de 0,1 a 0,6 días, con una amplitud de 0,01 a 0,03 de magnitud. Son más brillantes cuando se encuentran en el mínimo de su contracción.

#### Variables δ Cephei (Cefeidas)
Este es uno de los tipos más importantes de estrellas variables: gigantes amarillas (tipo espectral F-G y clase de luminosidad I) que experimentan pulsaciones con períodos muy regulares (días o semanas). Usualmente llamadas variables Cefeidas, su nombre proviene de la estrella δ Cephei, la primera en ser descubierta. Sus períodos van de un día a varias semanas.
Las Cefeidas son importantes porque sirven como un estándar. Su luminosidad está directamente relacionada al período de variación, con una pequeña dependencia en su metalicidad. Cuanto más largo sea el período de pulsación, más luminosa será la estrella. Esta relación fue descubierta por Henrietta Swan Leavitt a partir de la observación meticulosa de placas fotográficas en el Observatorio de Harvard. Una vez esta relación período-luminosidad es calibrada, puede determinarse la luminosidad de una Cefeida cuyo período sea conocido. La distancia a la que se encuentra también puede ser fácilmente conocida a partir de su brillo aparente. Por ello, la observación de las variables Cefeidas es muy importante para determinar la distancia de las galaxias del Grupo Local e incluso más allá.
El astrónomo estadounidense Edwin Hubble usó este método para probar que las hasta entonces llamadas nebulosas espirales eran en realidad otras galaxias.
De las estrellas más brillantes en el cielo nocturno, Polaris, la Estrella Polar, es una Cefeida, aunque un poco inusual.

##### Variables W Virginis
Estas son muy similares a las Cefeidas, pero pertenecen a la Población II, por lo que tienen un grado de metalicidad más bajo y, por ello, una relación período-luminosidad ligeramente distinta.

##### Variables δ Scuti
Estas también son similares a las Cefeidas, pero son mucho más tenues y tienen períodos más cortos(tipo espectral A, clase de luminosidad IV, V). Anteriormente se las llamaba Cefeidas Enanas. Usualmente muestras muchos períodos superpuestos, que se combinan para formar una curva de luz muy compleja. La típica δ (delta) Scuti tiene una amplitud de 0,003 a 0,9 magnitudes, con un período de 0,01 a 0,2 días. Su tipo espectral usualmente es entre A0 y F5.

#### Variables Mira
Las variables tipo Mira son supergigantes rojas de temperatura moderada que experimentan pulsaciones muy amplias. En períodos que por lo usual duran muchos meses, pueden aumentar su brillo 2,5 y hasta 11 magnitudes antes de volver a opacarse. La propia Mira, u Omicron Ceti, varía de magnitud 2 a magnitud 10 en un período de 332 días.

#### Variables PV Telescopium
Las estrellas en esta clase son supergigantes de helio con períodos de 0,1 a 1 día, con una amplitud de 0,1 de magnitud en promedio.

#### Variables RR Lyrae
Estas estrellas son, en cierta medida, similares a las Cefeidas, excepto que no son tan luminosas. Asimismo, son más antiguas que las Cefeidas; pertenecen a la Población II. Debido a su alta frecuencia en los cúmulos globulares, ocasionalmente se les denomina Cefeidas de cúmulo. También tienen relaciones período-luminosidad bien conocidos, por lo que, al igual que las otras, se usan para medir distancias. Estas estrellas, de tipo espectral A, varían en 0,2 a 2 magnitudes en un período que va de algunas horas hasta un día o más. Su brillo es mayor cuando su radio está en máxima.

#### Variables RV Tauri
Estas son supergigantes amarillas que alternan entre un mínimo pronunciado o ligero. Esta variación de doble pico típicamente tienen períodos de entre 30 y 100 días, con una amplitud de 3 a 4 magnitudes. Superimpuesta a esta variación, puede que experimenten variaciones de larga duración en períodos de algunos años. Sus tipos espectrales son F o G cuando están en máximo, y K o M en mínimo.

#### Variables semiregulares
Usualmente son supergigantes rojas. Muestran un período definido ocasionalmente, pero también experimentan períodos irregulares de variación. El ejemplo más conocido de este tipo de variable semirregular es Betelgeuse, en la constelación de Orión, cuya magnitud varía entre +0,2 y +1,2.

#### Variables SX Phoenicis
Estas estrellas de tipo espectral A2 a F5 son similares a las variables δ Scuti. Se encuentran principalmente en cúmulos globulares. Exhiben fluctuaciones en el orden de 0,7 de magnitud cada 1 o 2 horas.

#### Variables ZZ Ceti
Estas estrellas pulsantes no radiales tienen períodos de 0,5 a no más de 25 minutos, con una pequeña fluctuación de 0,001 a 0,2 de magnitud.

#### Variables irregulares
Usualmente, estas son supergigantes rojas con poca o ninguna periodicidad. Frecuentemente resultan ser semirregulares pobremente estudiadas que necesitan reclasificarse.

#### Variables BLAP
Es una clase nueva de estrellas pulsantes caracterizadas por cambios de varias docenas de porcentaje del brillo en un período de media hora (entre 20-40 minutos).

### Estrellas variables eruptivas

#### Estrellas fulgurantes
Las estrellas fulgurantes, también conocidas como las estrellas UV Ceti, son estrellas muy débiles de secuencia principal, que despiden llamaradas regularmente. Incrementan su brillo hasta dos magnitudes en solo unos pocos segundos, y entonces comienzan a palidecer a su brillo normal en media hora o menos. Varias enanas rojas cercanas son estrellas fulgurantes, como Próxima Centauri y Wolf 359.

#### Variables FU Orionis
Estas estrellas residen en nebulosas de reflexión y muestran un incremento gradual en su luminosidad del orden de seis magnitudes seguidas por una prolongada fase de brillo constante. Palidecen entonces dos magnitudes aproximadamente durante un período de varios años. V1057 Cygni por ejemplo descendió 2,5 magnitudes durante un período de once años. Las variables FU Orionis abarcan desde el tipo espectral A hasta el G y posiblemente sean una fase evolutiva de las estrellas T Tauri.

#### Variables γ Cassiopeiae
Estrellas de esta clase son las del tipo BIII-IVe que fluctúan irregularmente por encima de las 1,5 magnitudes debido a la expulsión de materia en sus regiones ecuatoriales causada por una elevada velocidad de rotación.

#### Variables Orión
Las variables Orión son estrellas jóvenes y calientes, anteriores a la secuencia principal, normalmente envueltas en nebulosidad. Tienen períodos irregulares que abarcan distintas magnitudes. Un subtipo bien conocido de variables Orión son las variables T Tauri.

#### Variables luminosas azules

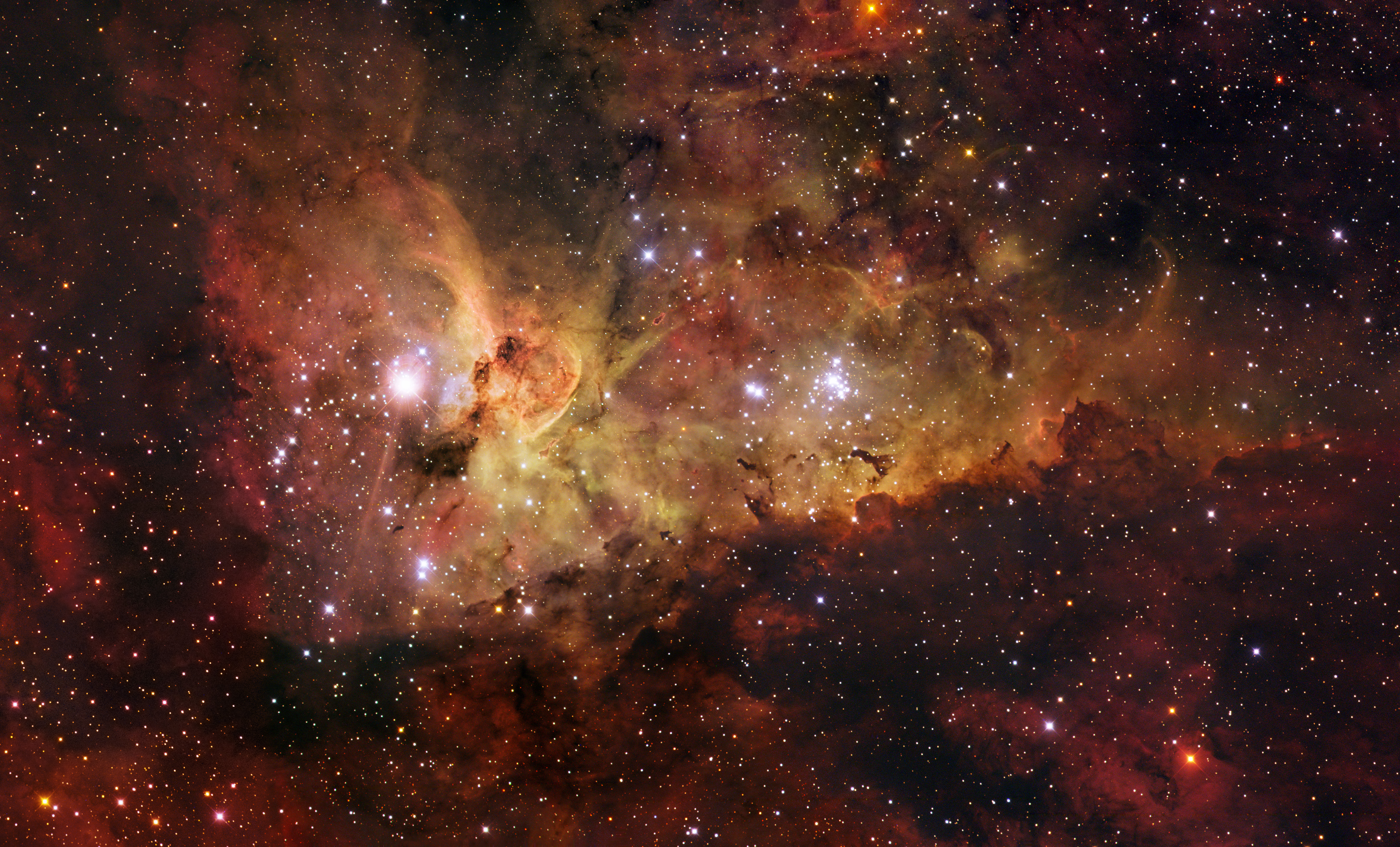
Eta Carinae, en la nebulosa Homúnculo, es una hipergigante y una variable luminosa azul, también conocida como S Doradus.

También conocidas como variables S Doradus, la estrella más luminosa conocida perteneciente a esta clase. Otros ejemplos son las hipergigantes Eta Carinae y P Cygni.

#### Variables R Coronae Borealis
Clasificadas como variables eruptivas, estas estrellas no experimentan incrementos periódicos de brillo; en su lugar, invierten la mayor parte del tiempo en su fase de brillo máximo. A intervalos irregulares, caen de repente del orden de 1 a 9 magnitudes, recuperándose lentamente hasta su brillo máximo en un espacio que abarca de meses a años. Se cree que esta variación está causada por episodios de formación de polvo en la atmósfera de la estrella. A medida que se forma y aleja de la estrella, finalmente se enfría por debajo del punto de condensación, momento en que la nube se vuelve opaca, causando que el brillo de la estrella caiga. La disipación posterior del polvo se traduce en el subsiguiente lento aumento del brillo.
R Coronae Borealis (R CrB) es la estrella prototípica de esta clase. Otros ejemplos son Z Ursae Minoris (Z UMi) y SU Tauri (SU Tau).

#### Variables RS Canum Venaticorum
Hay sistemas binarios muy próximos con una período de actividad cromosférica más largo, llamaradas incluidas, que normalmente tardan de 1 a 4 años. Este ciclo de actividad es comparable al ciclo del Sol. Este tipo se abrevia normalmente por RS CVn. El prototipo de esta clase de estrella, RS Canum Venaticorum, es también una estrella binaria eclipsante.

#### Variables Wolf-Rayet
Las estrellas Wolf-Rayet son estrellas masivas calientes que experimentan expulsiones periódicas de gran cantidad de masa causándoles un aumento de brillo de 0,1 magnitud en promedio. Exhiben una líneas espectrales amplias, incluyendo las del helio, nitrógeno, carbono y el oxígeno.

## Estimación del brillo de una variable
Existen dos métodos parecidos. El primero y más fácil es la interpolación del brillo de la estrella entre dos estrellas cercanas que tengan un brillo similar. Después de identificar las estrellas, se mira con un software (tipo Stellarium o Cartes du Ciel) la magnitud de las estrellas. Es recomendable sacar una carta de un programa e identificar las estrellas cercanas y que no tengan mucha variación de magnitud con al variable y anotar su magnitud para hacer la comparación in situ.
El siguiente método es el método de los pasos, o fraccional de Agrelander. Localizamos la estrella variable y escogemos las que podamos (cuantas más mejor) de las cercanías y de magnitud con no más diferencia de 1,5 magnitudes. Cuando vayamos a observar, establecemos un grado de los cinco que hay de comparación de la variable con cada estrella escogida. Estos son los grados:
- Grado 1: En primera instancia la estrella nos parece de igual brillo que la variable, pero detenidamente, se observa una ligera diferencia
- Grado 2: La estrella variable parece del mismo brillo, pero en seguida se ve que tienen una pequeña diferencia
- Grado 3: Desde el primer momento se observa una diferencia
- Grado 4: Existe una diferencia notable entre ambas
- Grado 5: Hay una clara desproporción entre los brillos

Se necesita comparar con al menos dos estrellas, si lo hacemos con más estrellas, podemos hacer una magnitud media. Es decir usamos A y B, sacamos la magnitud comparando con A-B. Si usamos la estrella de comparación C, podemos hacer la magnitud de A-B, A-C y B-C, pudiendo hacer la media de estas observaciones.
El brillo de la variable se estima mediante la ecuación: 
{\displaystyle m_{a}+\left({\frac {g_{a}}{g_{a}+g_{b}}}\right)\times (m_{b}-m_{a})={\text{Magnitud de la variable}}}
Siendo:
{\displaystyle m_{a}} magnitud de A (1.ª estrella comparación); 
{\displaystyle m_{b}}= magnitud de B (2.ª estrella comparación);
{\displaystyle g_{a}}= grado de A;
{\displaystyle g_{b}}= grado de B.